# Defensa antiaèria

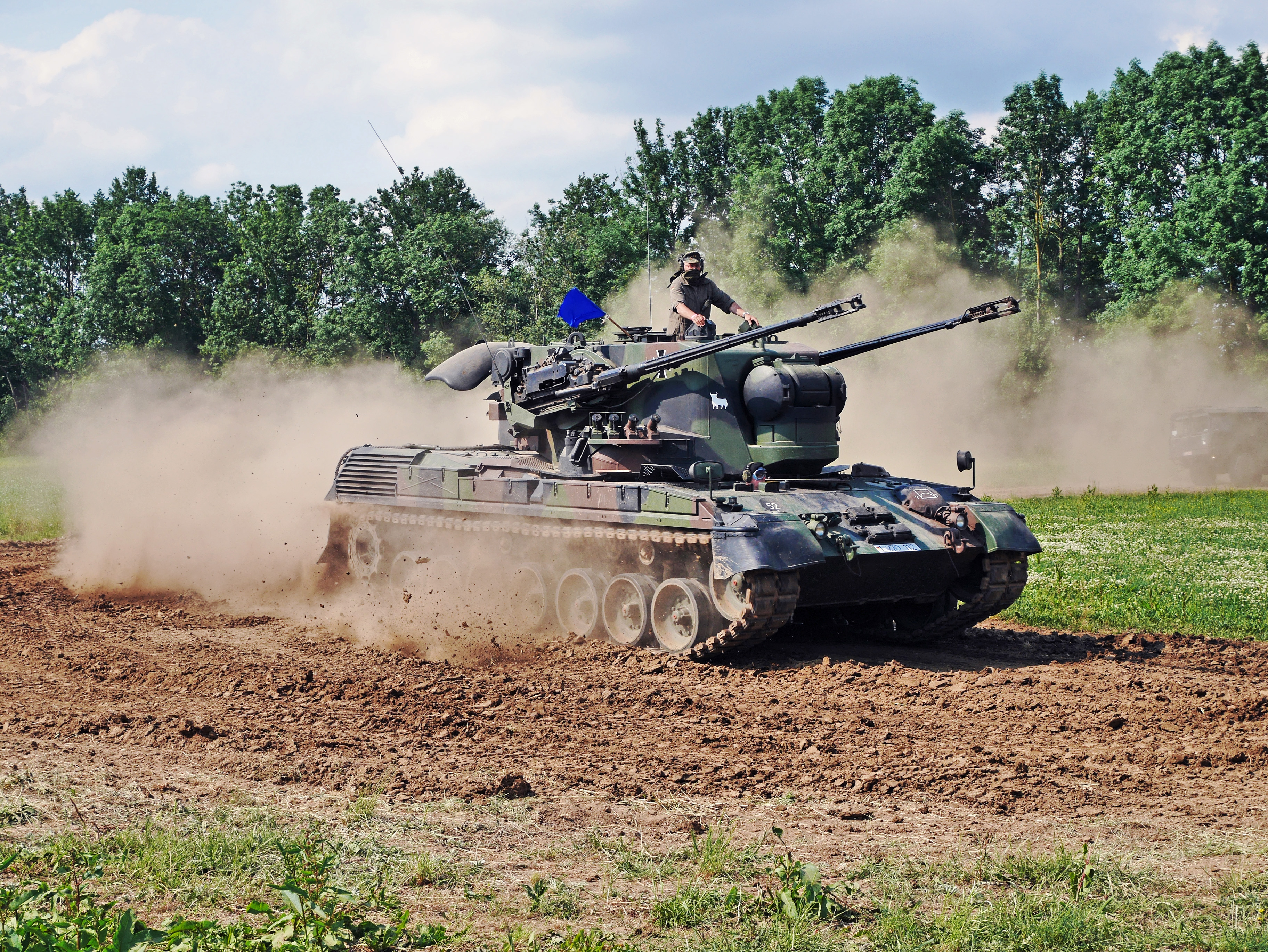
Un canó antiaeri autopropulsat Flakpanzer Gepard en moviment.

La defensa antiaèria és el conjunt d'armes i sistemes de suport destinada a la defensa contra aeronaus. L'OTAN la defineix com totes les mesures dissenyades per a anul·lar o reduir l'efectivitat de les accions aèries hostils.
Al llarg de la història s'ha utilitzat diverses armes per aquesta finalitat. Inicialment canons i metralladores per combatre les primeres aeronaus militars durant Primera Guerra Mundial, creixent en potència de foc i precisió al llarg dels anys. Després de la Segona Guerra Mundial començà l'era dels míssils guiats, específicament els míssils superfície-aire, així com el desenvolupament de sistemes de seguiment avançats per radar i altres mitjans.

## Terminologia
Hi ha diverses denominacions per referir-se a les armes antiaèries. Una de les més esteses és l'acrònim AAA , de l'anglès Anti-Aircraft Artillery. Els alemanys utilitzaren el terme  Flak  (FLiegerAbwehrKanone, és a dir "canó de defensa aèria"), tot i que el Canó de 88 mm, un dels canons antiaeris més famosos rebia el nom popular Acht-Acht. Els britànics utilitzaren sovint el terme Archie inventat durant la Primera Guerra Mundial. Cal aclarir que la denominació míssil antiaeri és sinònim de míssil terra-aire.

## Armes antiaèries
Inicialment es va optar per sistemes d'artilleria estàndard amb un xassís modificat, permetent una elevació major, per permetre el seu ús antiaeri. Posteriorment es van dissenyar canons específics per a aquesta tasca.
Les ogives utilitzades en aquest canons antiaeris incorporaven diferents tipus d'espoletes, per exemple amb sensors de pressió baromètrica, amb retard de temps o amb espoleta de proximitat; tot per procurar fer explotar prop de l'objectiu i danyar-lo.
Per funcions de curt abast, cal una arma més lleugera amb una cadència de tir més elevada, per garantir l'impacte a objectius molt ràpids com les aeronaus, i posteriorment els míssils. Les armes més utilitzades són els canons automàtics de calibres 20 mm, 37 mm, i 40 mm.
Les armes de projectil han estat superades pels sistemes de míssils antiaeris que van ser introduïts a la dècada dels 50. Però els canons lleugers tenen un cost molt més baix de producció i són més senzills d'operar que els sistemes més moderns. Així doncs encara s'utilitzen en un bon nombre d'estats.
Actualment hi ha una gran varietat d'armes antiaèries, des d'una abast puntual fins a desenes de quilòmetres de distància. El més lleugers són armes antiaèries portàtils que poden ser utilitzades per un sol soldat. Però també hi ha sistemes de gran complexitat i abast, que requereixen instal·lacions terrestres àmplies (amb radars, centre de control i diverses bateries) o instal·lats en vaixells de guerra.

## Història

### Primera aparició

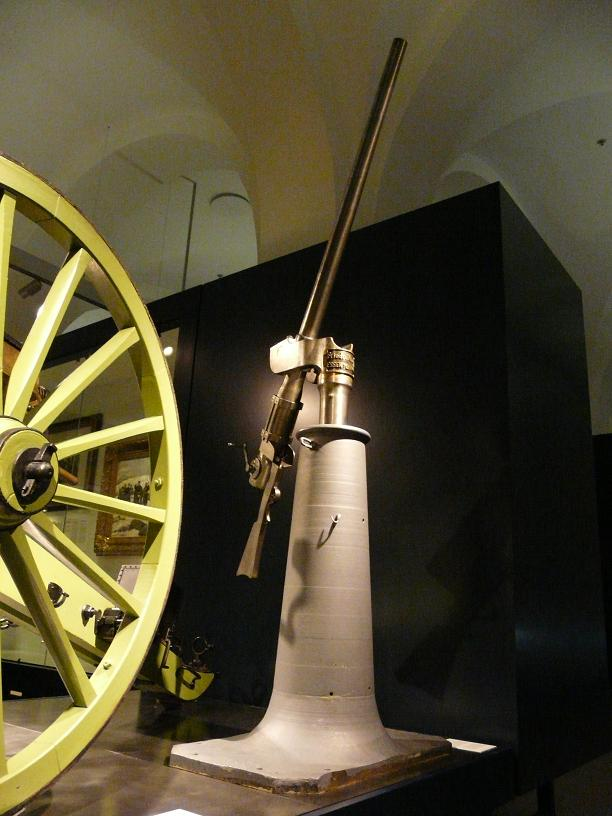
El ballonabwehrkanone de l'empresa alemanya Krupp, considerada la primera arma antiaèria.

La primera aparició d'armes específicament dissenyades per a un ús antiaeri va tenir lloc durant la guerra francoprussiana iniciada el 1870. Després del desastre de Sedan, durant el setge de París per part de les tropes prussianes, els reforços francesos van envoltar al seu torn el setge per trencar-lo. Les tropes franceses de fora de la ciutat van començar a intentar reaprovisionar als seus compatriotes assetjats a través de globus aerostàtics. L'empresa alemanya Krupp va modificar ràpidament un canó de calibre 37 mm per destruir els aeròstats, aquest anava fixat a un cotxe de cavalls per facilitar-ne la mobilitat.

### Primera Guerra Mundial
El 1909 es va mostrar un bon nombre de dissenys de Krupp a Alemanya, incloent adaptacions del seu canó de calibre 65 mm, un de calibre 75 mm i fins i tot una arma de 105 mm pensada pel seu ús en vaixells de guerra. A l'inici de la Primera Guerra Mundial el calibre 75 mm s'havia convertit en l'estàndard per a les armes antiaèries alemanyes. Aquesta venia muntada en un eix, mitjançant el qual podien ser transportades en un carro.
Altres països semblaven haver ignorat quasi del tot la possibilitat que les naus aèries es convertissin en una part important de les hostilitats. Però això va canviar aviat: quan els avions de reconeixement alemanys van començar a volar ajudant a incrementar la precisió del foc d'artilleria. Ràpidament tots els exèrcits van incorporar un gran nombre d'armes basades en els seus canons de camp. Destaquen el canó de calibre 75 mm francès, muntant en un cotxe per aconseguir una gran mobilitat o en un carruatge de dues rodes que permetia un gir de 360 graus. Altres armes desenvolupades van ser la calibre 76,2 mm russa o el nou disseny de calibre 3 polzades (76 mm) de l'exèrcit britànic.
En general aquestes armes van demostrar ser d'escassa utilitat. Amb la poca experiència en la matèria i la impossibilitat de calcular la "caiguda" dels projectils amb precisió, els operadors no van estar a l'altura de les circumstàncies, i la majoria de la munició va caure molt per sota de l'objectiu. L'excepció a aquesta regla van ser les armes destinades a protegir els globus de reconeixement, en aquest cas l'altitud va poder ser calculada amb la longitud del cable que subjectava el globus. Les armes Krupp van ser dotades més tard amb un sistema de mira òptica i ràpidament va millorar la seva eficàcia, però aquests dispositius no van ser implementats per les altres forces combatents.
Quan els avions van començar a ser usats en rols tàctics contra blancs terrestres, les armes més grans van demostrar ser massa pesades per apuntar ràpidament a blancs en moviment. Aviat les forces armades van començar a afegir armes basades en lametralladora, col·locades sobre muntures orientables. Els britànics van introduir una arma més pesada: la seva 1-lliura "pom-pom" (versió de 20 mm de la Maxim) en una muntura elevada. Aquestes armes de curt abast van provar ser més mortíferes, i el mateix "Baró Roig" cauria víctima d'una arma antiaèria metralladora Vickers.
Quan la guerra va acabar estava clar que les creixents capacitats dels avions requeririen un intent molt més seriós per abatre'ls. No obstant això, el patró era clar: les armes antiaèries serien pesades per abatre blancs a gran alçada i es farien servir armes lleugeres quan descendissin a poca altura.

### Segona Guerra Mundial

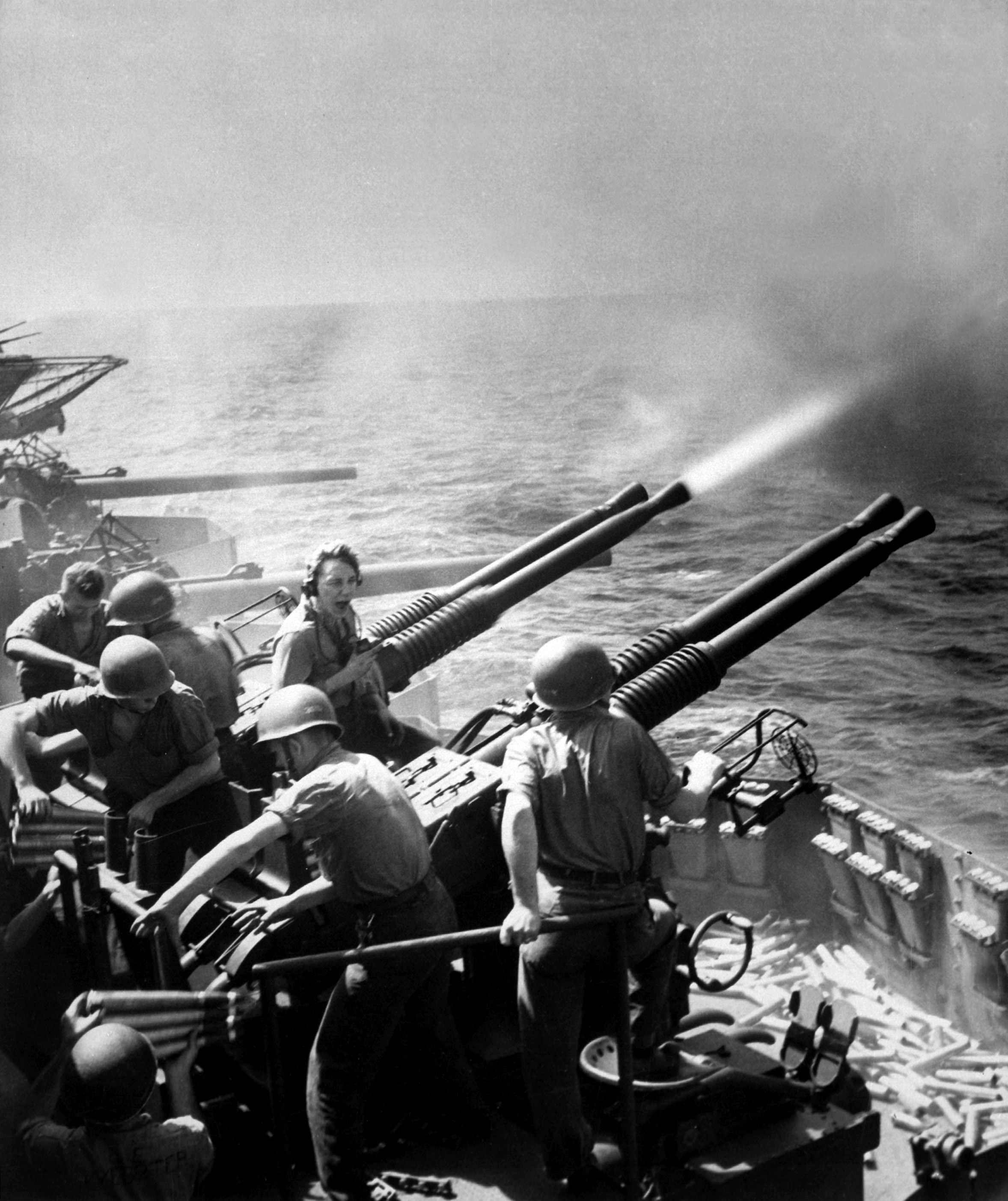
Canons automàtics antiaeris de 40mm disparant des del portaavions americà USS Hornet (CV-12) el febrer de 1945.

La Primera Guerra Mundial havia provat que les aeronaus serien una part important del camp de batalla. Mentre les capacitats de les aeronaus millorava, més específicament la dels seus motors, es va fer clar que el seu paper en els futurs combats seria fins i tot més crític que la seva creixent incursió a la guerra. Moltes persones van pensar que les grans velocitats i altures assolides farien inútils els sistemes antiaeris, així que es va posar poc interès a millorar-los.
Tot i això els alemanys van continuar desenvolupant diverses armes antiaèries a finals dels anys 1920 i principis dels 1930, algunes d'elles en col·laboració amb companyies suïsses i sueques, incloent una nova arma de foc ràpid de 20 mm per a treballar amb baixa alçada i una de 37 mm per a baixa i mitjana alçada. A mitjans dels anys 1930 la 20 mm va ser considerada de molt poca utilitat davant la creixent velocitat dels avions, però en lloc d'introduir una nova arma, Krupp tractà d'ajuntar 4 armes de calibre 20 mm en un sol transport d'aproximadament el mateix pes. Això va millorar de manera suficient la potència de foc. Al final de la guerra, Alemanya essencialment havia deixat de banda la 20 mm pel seu baix poder de foc. Aquesta mai va ser completament reemplaçada, però la 37 mm estava disponible en nombre limitat, i un nou sistema dual 30 mm basat en el MK 108 mai va tenir una distribució àmplia.
Les necessitats per a grans altures van ser cobertes per la 75 mm de la Krupp, dissenyada amb la col·laboració de la companyia sueca Bofors, però les especificacions van ser esmenades per la necessitat d'un rendiment molt més alt. En resposta, els enginyers de la Krupp presentaren un nou disseny de 88 mm: el FlaK 88, que va entrar en servei l'any 1937. Utilitzada primer a Espanya durant la Guerra Civil Espanyola, aquesta arma va provar ser una de les millors armes antiaèries del món, així com particularment mortal contra tancs.
Després del bombardeig dels Dambusters el 1943, un sistema completament nou va ser dissenyat per abatre d'un sol cop qualsevol aeronau que volés a poca alçada. El primer intent de produir aquest sistema fou una arma de 50 mm, però va resultar ser poc precisa i va ser reemplaçada per una nova arma de 55 mm. Aquest dispositiu va utilitzar un sistema de control centralitzat que incloïa un radar, tant per buscar com per apuntar, que calculava el lloc per apuntar les armes després de considerar diverses variables. Llavors accionava automàticament les armes mitjançant senyals elèctrics que accionaven sistemes hidràulics que encaraven les armes per si mateixes a altes velocitats. Els operadors simplement apuntaven les armes i seleccionaven els objectius. Aquest sistema, modern fins i tot per als estàndards actuals, estava en la fase final de disseny quan la guerra va acabar.
A finals dels 20 la marina sueca havia ordenat el disseny d'una arma antiaèria naval de 40 mm a la companyia Bofors. Aquesta nova arma coneguda com a Bofors 40 mm va ser introduïda l'any 1929 i va demostrar ser lleugera, ràpida i fiable; el millor disseny entre els canons antiaeris lleugers contemporanis. A part de la versió embarcada se'n va dissenyar una versió terrestre amb un remolc de transport amb 4 rodes. Va tenir un gran èxit, adoptada per 17 països abans de la Segona Guerra Mundial. I encara segueix en ús avui dia per algunes aplicacions com ara fragates guardacostes.
A l'inici de la guerra, Gran Bretanya havia començat una lenta actualització dels seus sistemes, incloent la nova arma de tir ràpid i calibre 3,7 polzades (94 mm). Aquest disseny va ser introduïda l'any 1937 i va ser una de les millors armes antiaèries dels britànics durant la guerra. Així mateix s'afegí a les armes de 3 polzades romanents de la Primera Guerra Mundial. Ambdues van ser produïdes amb sistemes de mira òptica per apuntar. Un petit nombre d'armes de 20 mm va ser utilitzat, però aquestes armes van ser de poca utilitat contra les aeronaus modernes.
S'havia fet un arranjament de llicència per construir Bofors 40 mm i introduir-les al servei. Aquestes tenien el poder per abatre aeronaus de qualsevol mida i encara eren prou lleugeres per moure's amb facilitat. Aquesta arma es va tornar tant important per als esforços de guerra per part dels britànics, que fins i tot es va produir una pel·lícula:  The Gun , per motivar els treballadors de línia d'acoblament. Els plans d'aquesta arma van ser donats als nord-americans, que van fer les seves pròpies còpies (sense llicència) de la 40 mm i després van tenir una producció amb llicència a mitjans de 1941.

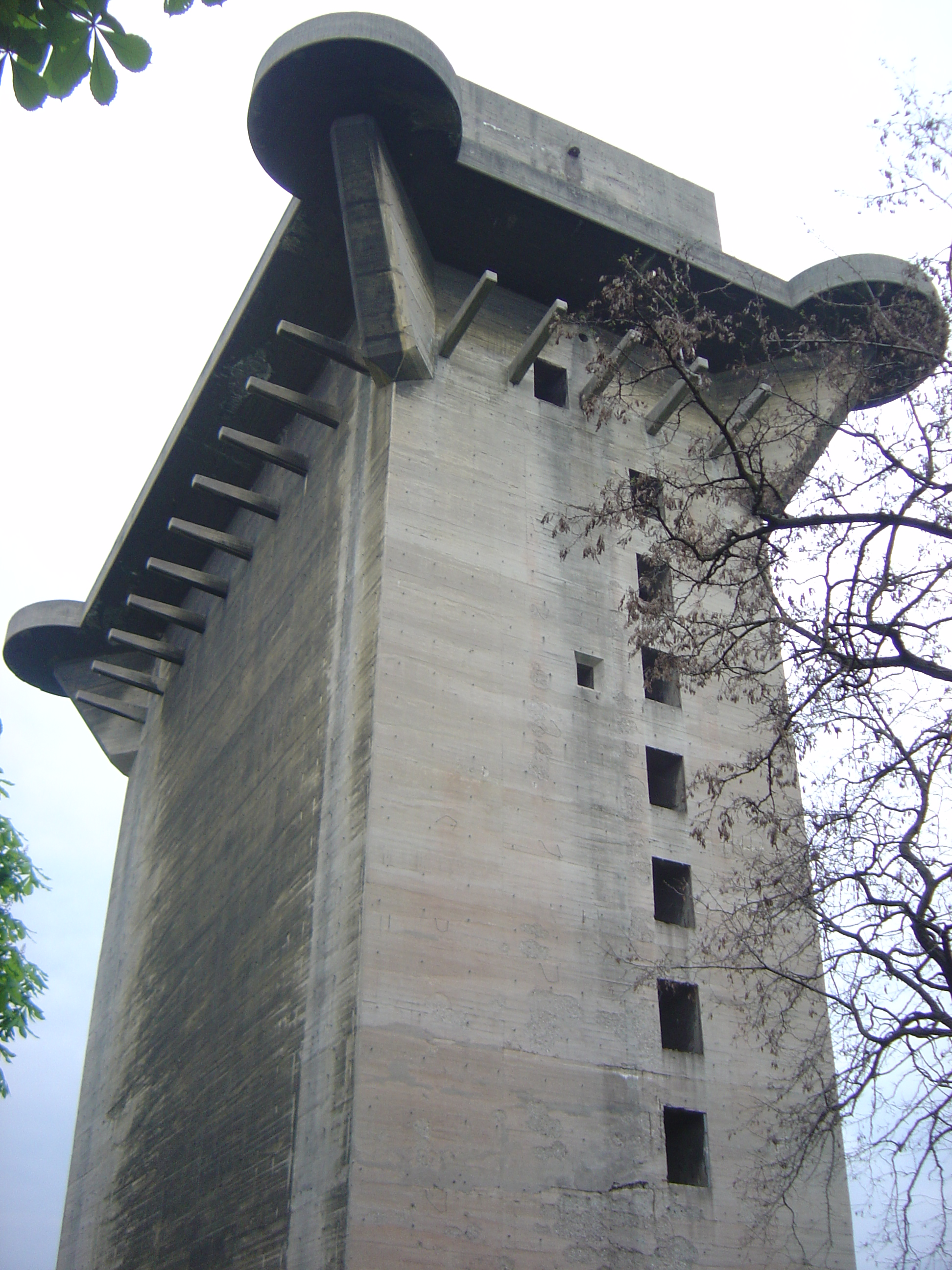
Una de les sis torres antiaèries construïdes a Viena.

Les proves de servei van demostrar un altre problema: el fet d'apuntar als nous blanc d'alta velocitat era gairebé impossible en distàncies curtes, l'"avançament" requerit (apuntar davant del blanc a causa que aquest es mou) era tan petit que no podia fer-se manualment ja distàncies molt grans la velocitat aparentava ser molt lentes que podien usar-se simples regles de moviment mecànic. La solució va ser l'automatització, en forma d'ordinadors mecànics, com el predictor Kerrison. Els operadors mantenien apuntat al blanc, el predictor calculava el punt més propici per apuntar, i el mostrava com un punter muntat en l'arma. L'operador simplement seguia el punter i carregava l'arma. El predictor Kerrison era simple, però va dirigir la mira per a futures generacions que van incorporar el radar per seguir i apuntar. Sistemes similars van ser usats pels alemanys durant la guerra, incloent el radar per apuntar.
Tot i que van rebre poca atenció, els sistemes antiaeris de l'Exèrcit dels Estats Units van ser altament efectius. A un nivell tàctic bàsic, van emprar sistemes amb quatre metralladores de calibre 50 M2 juntes (conegudes com a Quad Fifty), sovint en camions semi-eruga denominats M16 GMC, Anti-Aircraft. Tot i tenir una potència inferior als canons automàtics de 20 mm alemanys, hi havia una àmplia disponibilitat d'aquest sistema antiaeri lleuger. Per altra banda també van utilitzar els canons polivalents M3 de calibre 90mm, els quals, a més de la funció antiaèria, també van ser una excel·lent arma antitancs. Finalment, a finals de la guerra van introduir el canó de calibre 120 mm M1 Stratosphere gun amb una impressionant capacitat per destruir objectius a 18.000 m d'altitud. Aquestes armes es van continuar utilitzant a la dècada dels anys 50.

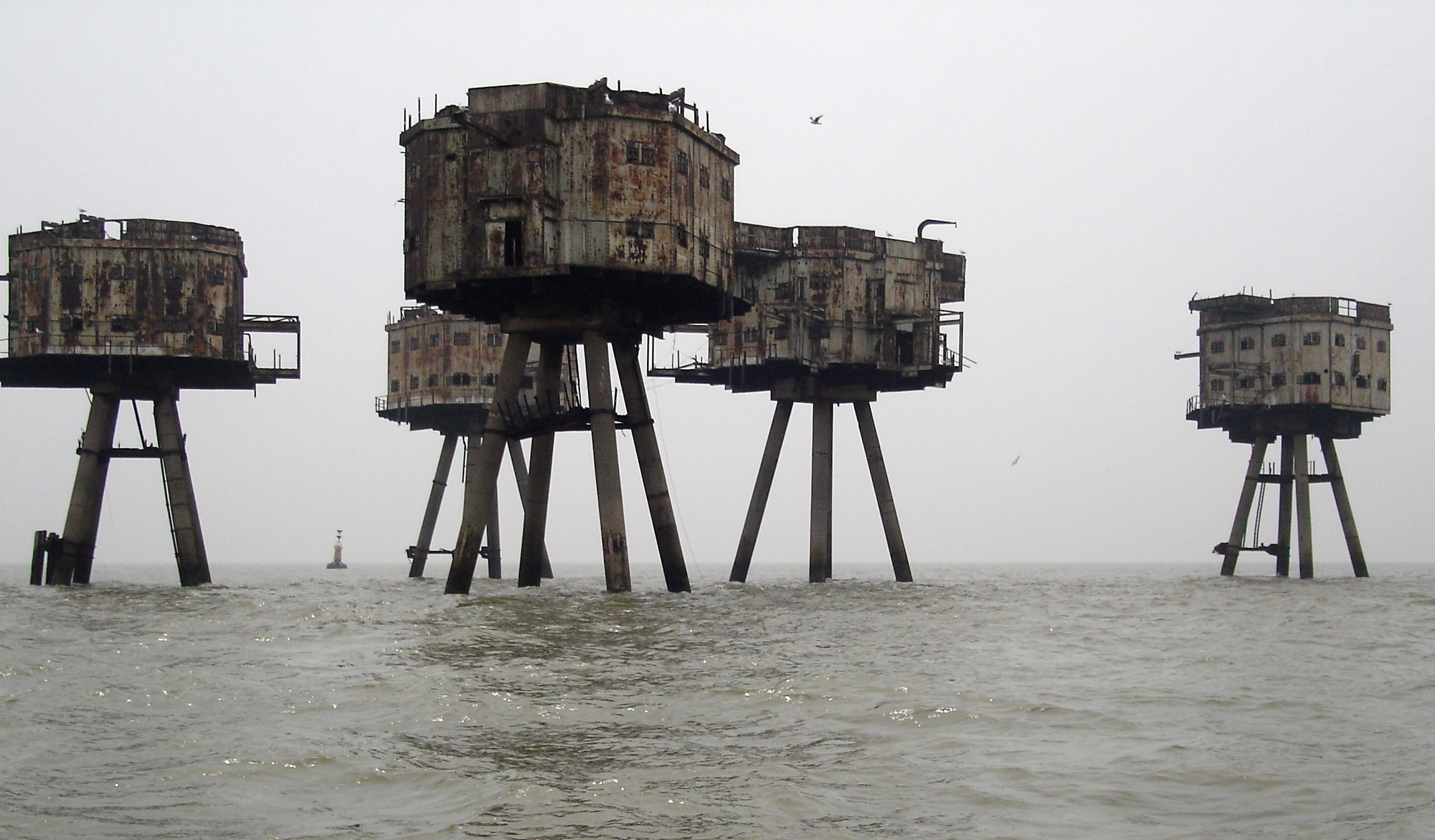
Fortaleses Marines Maunsell a l'estuari del Tàmesi.

#### Torres antiaèries
Els alemanys van dissenyar massives construccions de formigó, poc més de sis torres altes, que van ser conegudes com a Hochbunkers (búnquers alts) o flakturm (torres Flak), en les quals van muntar artilleria antiaèria. Estaven situades en ciutats atacades per les forces aliades terrestres, que es van convertir en fortaleses. Moltes de les que estaven a Berlín van ser de les últimes construccions en caure en mans dels soviètics durant la batalla de Berlín, el 1945. Els britànics van construir estructures a l'estuari del Tàmesi i a altres àrees en les quals van muntar armes. Després del final de la guerra, algunes van ser destinades a la protecció de les aigües territorials, i van tenir una segona vida als anys 60 del segle XX com a plataformes d'emissió de ràdios pirates.

#### Primers míssils
Durant la guerra van tenir lloc els primers intents d'usar míssils impulsats per coets per abatre aeronaus. Els britànics van començar per usar coets no guiats, els RP de 2 polzades, llançats en grans quantitats des de bateries. Al final de la guerra, els britànics havien dissenyat un míssil terra-aire, l'Stooges, que hauria estat llançat des de vaixells contra els kamikaze japonesos. Els alemanys van tenir projectes de míssils antiaeris, però cap d'aquests va estar llest abans que la guerra acabés. En particular el míssil Wasserfall, bàsicament un míssil V2 a escala, va ser particularment poderós i hauria estat una arma mortal quan l'electrònica hagués madurat.

#### Globus antiaeris
Un aspecte de les defenses antiaèries va ser l'ús de globus per actuar com a obstacle físic inicialment contra els bombardejos a ciutats i després contra aeronaus d'atac terrestre sobre els invasors de Normandia. El globus, simplement subjecte a terra, funcionava de dues maneres: primerament, el mateix globus i el cable d'acer eren un perill per a les aeronaus que intentaven passar entre ells i, en segon lloc, en tractar d'evitar els globus, els bombarders eren forçats a anar a un nivell més alt, cosa que era molt favorable per a les armes. Els globus eren d'operativitat limitada i de resultats directes només estant llargament immòbils.

### Postguerra
L'anàlisi de la postguerra demostra que fins i tot amb nous dispositius antiaeris per ambdós costats, la majoria dels bombardejos van arribar els seus objectius: de l'ordre del 90%. Això ja seria prou dolent durant la guerra, però la introducció de la bomba atòmica va canviar les coses considerablement. Ara fins i tot un sol bombarder que arribés el seu objectiu seria inacceptable.

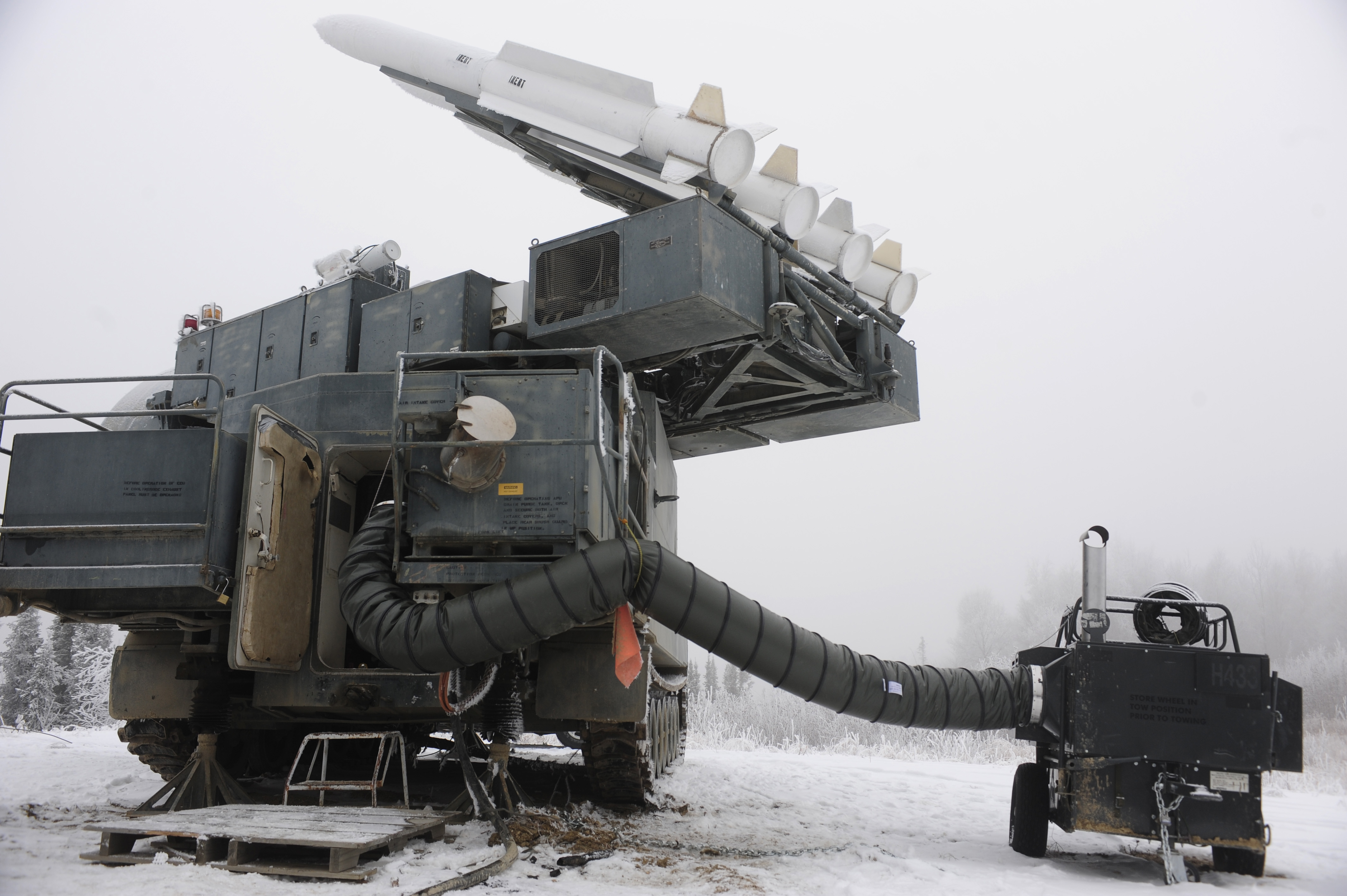
Tanc llançadors de míssils antiaeris soviètic SA-11 Gadfly.

Durant els primers anys de postguerra va continuar el desenvolupament d'artilleria convencional. En particular els Estats Units va establir una enorme xarxa de defensa al voltant de les seves ciutats més grans amb canons de calibres 90 mm i 120 mm que comptaven amb guia per radar. Però donat la poca efectivitat d'aquestes armes contra els nous dissenys d'aeronaus, fins i tot contra bombarders, s'establí un sistema de defensa basat en d'aeronaus interceptores. Tot i així durant els anys 1950 els Estats Units van continuar desenvolupant un nou sistema de calibre 75 mm anomenat Skysweeper (escombrador del cel), que estava quasi completament automatitzat, incloent el radar, ordinadors, font d'energia i un sistema d'autorecàrrega en una sola plataforma. L'Skysweeper va reemplaçar totes les armes petites que llavors feia servir l'exèrcit.
Les coses van canviar amb la introducció dels míssils guiats. Tot i que Alemanya els havia introduït de forma desesperada al final de la guerra, cap estava a punt per al servei, i la contrapartida els hauria pogut vèncer fins i tot si ho haguessin estat. No obstant això, amb uns pocs anys de recerca aquests sistemes van començar a convertir-se en armes més pràctiques. Els Estats Units van començar a millorar les seves defenses fent servir els míssils Nike Ajax (basats en l'alemany Wasserfall), i aviat els canons antiaeris van desaparèixer. El mateix va passar amb l'URSS després de la introducció del sistema SA-2.
Mentre aquest procés continuava, els míssils es van anar estenent, omplint el lloc que abans pertanyia als canons. Primer substituint les armes llargues per igualment llargs míssils de molt millor resultat. Els míssils curts ben aviat van seguir aquest exemple, fent-se eventualment tan petits que podien ser muntats en carros armats i en el xassís dels tancs. Aquests van començar a reemplaçar molts sistemes als 60, i als 90 gairebé els havien substituït del tot en els exèrcits moderns. Fins i tot en la seva més petita escala, els míssils carregats per infanteria van ser introduïts en els 1960.

### Dissenys futurs
Si el curs actual continua, els míssils substituiran de les armes de foc a la "primera línia". Aquestes han estat a poc a poc relegades a papers especialitzats, com ara el CIWS, el qual fa servir una M61 Vulcan de 20 mm que dispara més de 4.500 trets per minut. Però fins i tot aquesta arma de primera classe està reemplaçada per sistemes de míssils RIM-116, que són més ràpids, més petits i poden corregir la trajectòria a mig vol per assegurar l'impacte.
Oposant-se al disseny dels sistemes de míssils, es desenvolupa l'actual corrent d'aeronaus furtives. Els míssils de llarg abast depenen de la detecció de llarg abast per a ser guiats. Els dissenys furtius escurcen els rangs de detecció de tal manera que les aeronaus de vegades ni tan sols són vistes, i quan ho són és massa tard per interceptar-les. Els sistemes de detecció i rastreig d'aeronaus furtives és un problema capital per al disseny d'antiaeris.
Un altre potencial sistema d'armes antiaèries és l'ús de làsers. Tot i que originalment la intenció d'usar-los ve des de finals dels 60, els més moderns sistemes làser actualment estan arribant a l'"eficiència experimental". En particular el làser tàctic d'alta energia pot ser usat com a arma antiaèria i antimíssils. Si els dissenys actuals continuen, és raonable suggerir que els làsers juguin un paper més gran en la defensa aèria al començament de la propera dècada.

## Forces estructurades
La majoria dels militars de l'oest integren defensa aèria amb les altres armes militars. Això en contrast amb alguns països on no només es tenen defenses a l'exèrcit, la naval i la força aèria, sinó que hi ha branques que s'ocupen únicament de la defensa aèria. També tenen una força estratègica separada a càrrec dels MBI.

### Marina

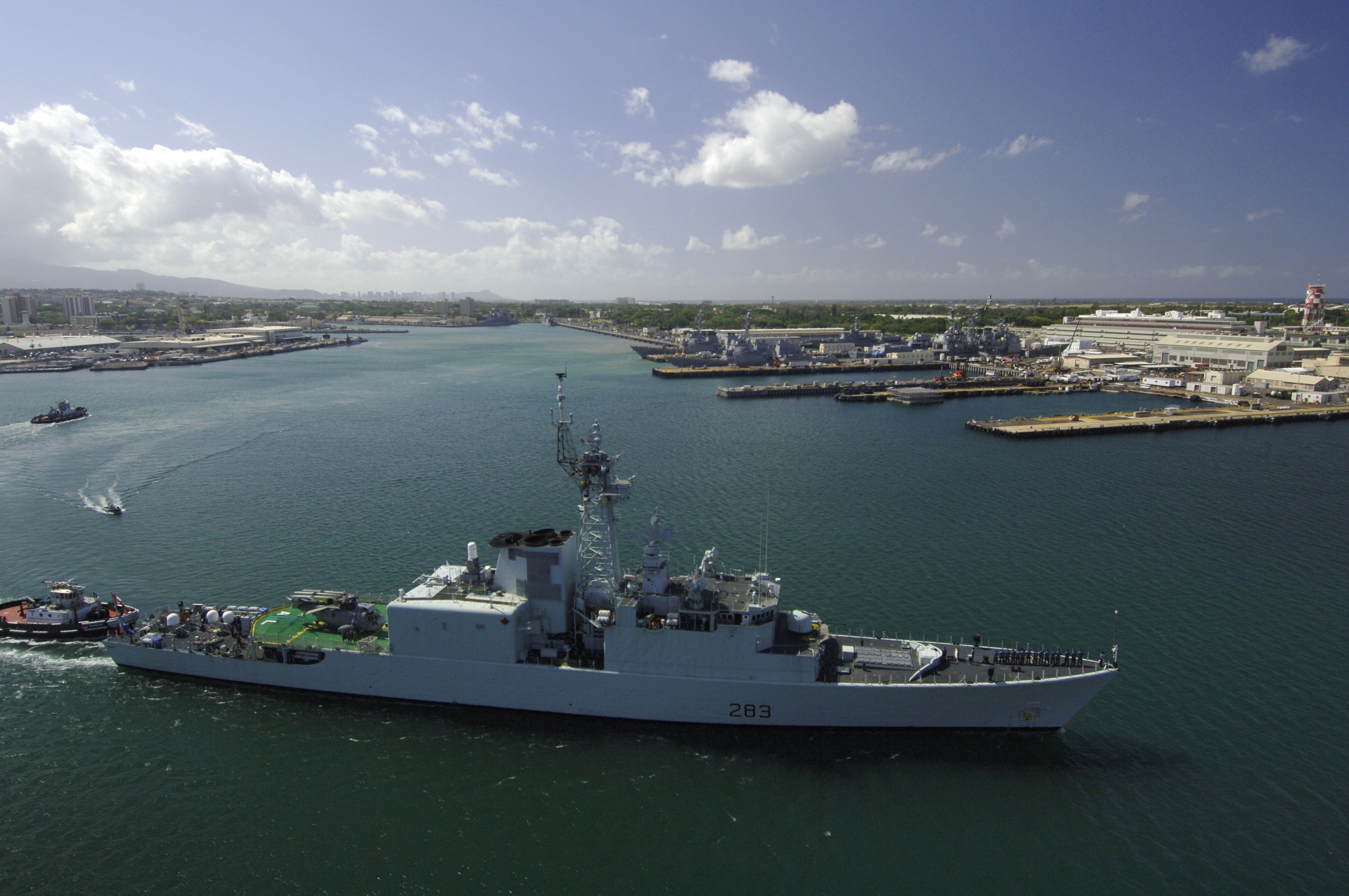
HMCS Algonquin, Un destructor de defensa aèria canadenca classe Iroquois.

Virtualment, totes les naus modernes integren sistemes d'armament antiaeri. Les naus i pots més petits típicament tenen metralladores o canons ràpids, que poden ser mortals per a aeronaus que volen a baixes altures sí que són connectades al sistema de radar de control de foc. Les naus grans (llanxes de patrulla, fragatas, destructors, etc.) típicament estan equipats amb míssils terra-aire, algunes naus com el creuer Aegis són tan amenaçadors per a les aeronaus com ho seria qualsevol plataforma de defensa de superfície. En general, les forces navals han de ser tractades amb respecte per les aeronaus, però també ha de ser al revés. Els grups de portaavions estan particularment ben defensats no només amb armament sinó que també poden disposar de patrulles de jets per interceptar qualsevol amenaça aèria.
Alguns submarins moderns estan equipats amb sistemes de míssils antiaeris, a causa que els helicòpters i aeronaus antisubmarines són amenaces significatives.

### Exèrcit
Els exèrcits típicament tenen defenses antiaèries: des de tropes utilitzant Stingers fins a sistemes de míssils tals com els Angara i Patriot. Sovint els sistemes de míssils de gran alçada forcen les aeronaus a volar a baixes altures, on els canons antiaeris les poden abatre. Tant en els sistemes petits com en els grans, són necessaris sistemes auxiliars. Aquests poden ser equipats a nivell de regiment i consisteixen en escamots de plataformes antiaèries, sistemes AA integrats com el Tunguska o plataformes de míssils com les Roland o SA-11 Gadfly.

### Força aèria
La defensa aèria per part de forces aèries és presa típicament per caces de combat que carreguen míssils aire-aire, els quals se surten de l'encalç de l'objectiu, però la majoria de les forces aèries tria augmentar la defensa de les bases aèries equipades amb míssils terra-aire, a causa que aquests són blancs importants per les aeronaus enemigues. Els països que no han dedicat gaire atenció a les seves defenses antiaèries sovint releguen aquestes tasques a les forces aèries. Per exemple, l'estratègia de defensa aèria dels Estats Units és el domini de les forces aèries, tot i que tenen el suport de míssils llançats des instal·lacions.

## Tàctiques

### Mobilitat
Els més moderns sistemes de defensa antiaèria, són mòbils. Fins i tot els sistemes més grans tendeixen a ser muntats sobre tràilers i són dissenyats per a ser ràpidament disposats o desmuntats. En el passat, aquest no sempre era el cas. Els primers sistemes de míssils requerien molta infraestructura que no podia ser moguda del tot. Amb la diversificació de les defenses antiaèries es va fer molt èmfasi en la mobilitat. La majoria dels sistemes moderns són auto propulsats o de fàcil disposició. Fins i tot els sistemes que consisteixen en molts components es beneficien d'estar muntats en una flota de vehicles. En general els adversaris poden ser identificats, atacats i destruïts des de sistemes mòbils ubicats en llocs on no s'espera que estiguin. Els soviètics en especial, es van concentrar en la mobilitat després de la lliçó apresa a Vietnam.